# Elvis Merzļikins
Elvis Merzļikins (Riga, 13 aprile 1994) è un hockeista su ghiaccio lettone che ha giocato, dalla stagione 2012-2013 alla stagione 2018-2019, nella Lega Nazionale A con l'HC Lugano. Nel Draft 2014 della NHL è stato selezionato come 76ª scelta al draft dai Columbus Blue Jackets. Dalla stagione 2019-2020 milita nei Columbus Blue Jackets in NHL.

## Carriera

### Svizzera
Merzļikins ha giocato per il settore giovanile dell'HC Lugano in Svizzera, club che gli ha permesso di giocare in NL con una licenza da giocatore svizzero e non come giocatore straniero..
Durante la stagione 2012-13, Merzļikins ha trascorso diverse partite in panchina come portiere di riserva dell'HC Lugano. Merzļikins avrebbe fatto il suo debutto in NL il 28 settembre 2013 nella vittoria per 2-1 sul HC Losanna.
Alla fine della stagione 2013-14, Merzļikins è stato votato come NL Media Most Improved Player e NL Youngster of the Year. Promosso dai servizi di scouting, Merzļikins di conseguenza è stato selezionato nel terzo giro, 76 ° assoluto, del 2014 NHL Entry Draft dai Columbus Blue Jackets.
Nella stagione 2015-16, Merzļikins ha goduto di un anno di rottura dopo aver guidato la lega nei salvataggi (1.484) e al secondo posto SV% e quinto nelle vittorie con un record di 23-13-4 in 44 gare. Nei playoff della NL 2016, Merzļikins ha portato il Lugano alla finale della NL il quale alla fine avrebbe perso la serie in 5 partite contro l'SC Bern. Ha registrato un 0,937 di risparmi% e 2,32 di media gol in 15 partite di playoff. La sua stagione eccezionale è stata riconosciuta dalla conquista del Jacues Plante Trophy come miglior portiere della Lega.
Il 22 giugno 2016, ha accettato un'estensione del contratto di tre anni con il Lugano, senza una clausola esterna NHL. Alla Spengler Cup 2016, è stato nominato nella squadra all-star del torneo.
Nella stagione 2017-18, Merzļikins ha conquistato il suo secondo Jacques Plante Trophy come portiere dell'anno della lega dopo essere arrivato quarto nelle vittorie e quinto nella percentuale di risparmiatori con un record di 19-15-1 in 40 gare.
Merzļikins è tornato per la sua sesta e ultima stagione sotto contratto con l'HC Lugano nella stagione 2018-19. Ha registrato un record di 22-18-0 con 2,44 gol contro la media (GAA), 0,921 percentuale di salvataggi (SV%) e cinque sconfitte, il record in carriera, in 43 partite. Non ha potuto evitare che il Lugano venisse travolto nel primo turno dei playoff contro l'EV Zug.

### Columbus Blue Jackets
A conclusione della stagione con il Lugano, Merzļikins ha lasciato la Svizzera e ha accettato di unirsi immediatamente ai Columbus Blue Jackets per il resto della stagione, firmando un contratto di un anno, il 20 marzo 2019.
Il suo debutto in NHL è avvenuto il 5 ottobre 2019 contro i Pittsburgh Penguins. Merzļikins ha concesso sette gol a partita, guadagnandosi la sconfitta. Fu mandato ai Cleveland Monsters della AHL il 6 novembre, facendo poi un'apparizione con i Monsters prima di tornare ai Blue Jackets. Verso la fine del 2019, Merzļikins non stava giocando molto da titolare, poiché doveva ancora vincere una partita in NHL. A causa di un infortunio a Joonas Korpisalo il 30 dicembre, Merzļikins ha iniziato la partita del 31 dicembre e ha vinto la sua prima partita in NHL contro i Florida Panthers, dove ha concesso un gol su 37 tiri e ha aiutato Columbus a vincere per 4-1. L'11 gennaio 2020, Merzļikins ha registrato il suo primo shutout NHL in carriera nella vittoria per 3-0 sui Las Vegas Golden Knights.
Il 23 aprile 2020, i Blue Jackets hanno firmato Merzļikins per un'estensione del contratto di due anni.
Il 21 settembre 2021, Merzļikins firmò un'estensione del contratto quinquennale del valore di 27 milioni di dollari con i Blue Jackets.

## Nazionale
Merzļikins ha partecipato ai Campionati mondiali juniores di hockey su ghiaccio 2012 e ai campionati mondiali juniores di hockey su ghiaccio 2013 come membro della squadra nazionale maschile di hockey su ghiaccio giovanile della Lettonia. È stato selezionato per la prima squadra nazionale per il Campionato del Mondo 2016 e ha fatto il suo debutto nella partita di apertura contro la Svezia in una sconfitta per 2-1 ai supplementari. Merzļikins ha anche giocato nel Campionato del Mondo 2017 e nel Campionato del Mondo 2018. Nel torneo 2018, ha segnato 1,50 gol contro la media e 0,940 salvataggi in sei gare.

## Statistiche

### Club
| Stagione | Squadra    | Stagione regolare       | Stagione regolare | Stagione regolare | Stagione regolare | Playoff | Playoff | Playoff |
| Stagione | Squadra    | Lega                    | P                 | GAA               | SVS%              | P       | GAA     | SVS%    |
| -------- | ---------- | ----------------------- | ----------------- | ----------------- | ----------------- | ------- | ------- | ------- |
| 2009-10  | Lugano U17 | Elite Novizen           | 24                |                   | -                 | 12      |         | -       |
| 2010-11  | Lugano U17 | Elite Novizen           | 28                |                   | -                 | 5       | -       | -       |
| 2011-12  | Lugano U20 | Elite Jr. A             | 8                 | 3.52              | -                 | 3       | 5.07    | -       |
| 2012-13  | Lugano U20 | Elite Jr. A             | 30                | 2.76              | -                 | 4       | 3.84    | -       |
|          | Lugano     | NLA                     | 0                 | -                 | -                 | 0       | -       | -       |
| 2013-14  | Lugano U20 | Elite Jr. A             | 12                | 2.07              | -                 | 10      | 1.68    | -       |
|          | Lugano     | NLA                     | 22                | 2.13              | 0.924             | 1       | 0.75    | 0.976   |
| 2014-15  | Lugano     | NLA                     | 22                | 2.61              | 0.913             | 1       | 3.25    | 0.846   |
| Lugano   | Swiss Cup  | 1                       | 2.00              |                   |                   |         |         |         |
| 2015-16  | Lugano     | NLA                     | 46                | 2.76              | 0.922             | 15      | 2.32    | 0.937   |
|          | Lugano     | Swiss Cup               | 0                 |                   |                   |         |         |         |
|          | Lugano     | Spengler Cup            | 4                 | 3.01              | 0.907             |         |         |         |
| 2016-17  | Lugano     | NLA                     | 41                | 2.89              | 0.916             | 11      | 2.29    | 0.933   |
|          | Lugano     | Swiss Cup               | 0                 |                   |                   |         |         |         |
|          |            | Spengler Cup            | 4                 | 2.14              | 0.940             |         |         |         |
|          |            | Champions Hockey League | 6                 | 2.15              | 0.939             |         |         |         |
| 2017-18  | Lugano     | NLA                     | 42                | 2.72              | 0.921             | 18      | 2.17    | 0.935   |

### Nazionale
| Stagione | Livello            | Risultati        | Risultati | Risultati | Risultati |
| Stagione | Livello            | Competizione     | P         | GAA       | SVS%      |
| -------- | ------------------ | ---------------- | --------- | --------- | --------- |
| 2010-11  | Lettonia U17 (all) | EYOF             | 3         | 3.95      | 0.885     |
|          | Lettonia U17 (all) | International-Jr | 4         | -         | -         |
|          | Lettonia U18       | WJC-18 D1        | 2         | 0.5       | 0.978     |
|          | Lettonia U18 (all) | International-Jr | 3         | -         | -         |
| 2011-12  | Lettonia U18       | WJC-18           | 4         | 4.88      | 0.885     |
|          | Lettonia U18 (all) | International-Jr | 8         | -         | -         |
|          | Lettonia U20       | WJC-20           | 1         | 14        | 0.72      |
|          | Lettonia U20 (all) | International-Jr | 3         | -         | -         |
| 2012-13  | Lettonia U20       | WJC-20           | 3         | 5.85      | 0.86      |
|          | Lettonia U20 (all) | International-Jr | 7         | -         | -         |
| 2013-14  | Lettonia U20       | WJC-20 D1A       | 3         | 2.36      | 0.900     |
|          | Lettonia U20 (all) | International-Jr | 4         | -         | -         |

## Palmarès

### Nazionale
- Campionato del mondo U-18 - Prima Divisione: 1

 Lettonia U-18: 2011

### Individuale
- Campionato del mondo U-18 - Prima Divisione:

2011: Best GAA (0.50)
2011: Best Goaltender
2011: Best SVS% (.978)